# Înalt Reprezentant al Uniunii pentru Afaceri Externe și Politică de Securitate
Înalt Reprezentant pentru Afaceri Externe și Politica de Securitate (ÎR) al Uniunii Europene prezidează Consiliul pentru Afaceri Externe, contribuie prin propunerile sale la elaborarea politicii externe și de securitate comune și asigură punerea în aplicare a deciziilor adoptate de Consiliul European și Consiliu.
Înaltul Reprezentant reprezintă Uniunea în chestiunile referitoare la politica externă și de securitate comună. Acesta desfășoară, în numele Uniunii Europene, dialogul politic cu terții și exprimă poziția Uniunii în cadrul organizațiilor internaționale și al conferințelor internaționale. În exercitarea mandatului său, Înaltul Reprezentant al Uniunii este susținut de un serviciu european pentru acțiunea externă. Acest serviciu lucrează în colaborare cu serviciile diplomatice ale statelor membre și este format din funcționarii serviciilor competente ale Secretariatului General al Consiliului și ale Comisiei, precum și din personalul detașat al serviciilor diplomatice naționale.
Organizarea și funcționarea serviciului european pentru acțiunea externă se stabilesc prin decizia Consiliului. Consiliul European hotărăște la propunerea Înaltului Reprezentant, după consultarea Parlamentului European și cu aprobarea Comisiei.
La 19 noiembrie 2009 Catherine Ashton a fost desemnată să devină primul înalt reprezentant al Uniunii Europene pentru afaceri externe și politica de securitate, funcție pe care a deținut-o începând cu ianuarie 2010.

## Istorie
Funcția a fost introdus în baza Tratatului de la Amsterdam. Potrivit Tratatului Secretarul General al Consiliului Uniunii Europene ar trebui să îndeplinească „funcția Înaltului Reprezentant al Uniunii pentru Afaceri Externe și Politică de Securitate". Javier Solana a fost primul Înalt Reprezentant permanent. Actualul titular al poziției este Josep Borrell.

## Numiri
Înaltul Reprezentant este numit de Consiliul European. Cu toate acestea, pentru a-și asuma rolul în cadrul Comisiei, în special în calitate de vicepreședinte, Înaltul Reprezentant trebuie să se prezinte în fața Parlamentului pentru a fi interogat și apoi să facă obiectul votului de aprobare al Parlamentului cu privire la propunerea Comisiei.
Salariul de bază lunar al Înaltului Reprezentant este stabilit la 130% (mai mare decât a vicepreședintelui, mai mic decât a președintelui Comisiei), cu gradul cel mai înalt al serviciului public al UE (gradul 16, treapta 3), care constituie 23.006,98 euro. În plus, există și alte indemnizații, deoarece toate celelalte condiții de angajare pentru Înaltul Reprezentant sunt aliniate cu cele ale Comisiei.

### Lista oficialilor în funcția de Înalt Reprezentant
- Jürgen Trumpf, 1 mai 1999-18 octombrie 1999 (170 zile)
- Javier Solana, 18 octombrie 1999-1 decembrie 2009 (10 ani, 44 zile)
- Catherine Ashton, 1 decembrie 2009-1 noiembrie 2014 (4 ani, 335 zile)
- Federica Mogherini, 1 noiembrie 2014 - 30 noiembrie 2019[8]
- Josep Borrell, 1 decembrie 2019- prezent

## Vezi și
- Politica externă și de securitate comună
- Consiliul Uniunii Europene
- Serviciul European de Acțiune Externă